# Forcipomyia adjecta
Forcipomyia adjecta är en tvåvingeart som beskrevs av Tokunaga 1959. Forcipomyia adjecta ingår i släktet Forcipomyia och familjen svidknott. Inga underarter finns listade i Catalogue of Life.